# 豹斑鵝膏
豹斑鵝膏（學名：Amanita pantherina var. pantherina，英文又稱panther cap；而又因為與赭蓋鵝膏菌相似，稱為false blusher），為分布於歐洲與西亞的真菌物種。

## 描述
- 菌傘：4－11公分寬，剛開始生長時為半球狀，之後凸化成平凸狀；顏色變化從深褐色、淡褐色一直到淺赭褐色，傘蓋上佈滿密集的疣，顏色呈現純白色到髒奶色，形狀小且成棉絮狀，容易脫落。潮濕的時候會黏，並且邊緣有短紋狀構造。果肉為白色，不因受傷而改變顏色。
- 菌褶：自由下垂，排列比較擁擠，顏色白色到灰白色，有截斷現象。
- 孢子：孢印白色，寬橢圓形到長橢圓形都有，少有球狀，大小8－12 × 5.5－8微米。
- 菌柄：5－14公分長，0.6－2公分寬，接近圓柱形，上部稍微狹窄。顏色為白色，會隨著生長時間變成淺黃褐色。
- 氣味：難聞，類似生馬鈴薯。
- 顯微構造: 孢子為8－14 × 6－10微米，橢圓形，且沒有澱粉樣蛋白[1]。